# Pyrrhia marginago
Pyrrhia marginago là một loài bướm đêm trong họ Noctuidae.